# Hermann Alt
Martin Hermann Alt (geboren 2. April 1889 in Dresden; gestorben 15. Januar 1954 in Doberlug-Kirchhain) war ein deutscher Maschinenbauingenieur und Hochschullehrer an der Technischen Hochschule Dresden und später an der Technischen Universität Berlin. Er gilt als Begründer der quantitativen Getriebelehre und hatte den ersten deutschen Lehrstuhl speziell für Getriebelehre.

## Leben
Alt war der Sohn des Schlossers Gustav Karl Friedrich Alt, der Mitglied der Tempelgesellschaft war. Er studierte an der Technischen Hochschule Dresden, an der er 1912 wissenschaftlicher Assistent wurde und 1914 mit der Dissertation Zur Theorie der Geschwindigkeits- und Beschleunigungspläne einer komplan bewegten Ebene promoviert wurde. Im Ersten Weltkrieg war er Ingenieur in einer Werkstatt für Artillerie. Ab 1919 war er wieder als Assistent an der Technischen Hochschule Dresden tätig, ab 1921 als Privatdozent und ab 1923 als Professor für Getriebelehre und Mechanik des Maschinenwesens. 1939 wurde er als Professor für Getriebe- und Konstruktionslehre an die Technische Hochschule Berlin berufen und zum Leiter des Instituts für Getriebetechnik und Konstruktionslehre der Verarbeitungsmaschinen und Feinmechanik ernannt. Ein rüstungswichtiges Forschungsgebiet war das Getriebe von Maschinenwaffen. Von 1926 bis 1954 war Alt Obmann des Fachausschusses für Getriebetechnik im Verein Deutscher Ingenieure (VDI).
Nach ihm ist die Alt’sche Totlagenkonstruktion benannt. Er befasste sich neben Getriebelehre und -synthese auch mit Biomechanik und der Mechanik von Prothesen. Für das 1927 erschienene Handbuch der Physik von Hans Geiger und Karl Scheel schrieb er den Abschnitt über Geometrie der Bewegungen.